# X/Qt Server
X/Qt Server (エックス・キュート・サーバー) は、Qt 上で動作する X11 サーバ、クライアント群である。

## 概要
X/Qt Server は シャープのザウルス SL シリーズをターゲットとして開発されている。最新版はバージョン2。
XサーバはXFree86 4.3.0 の Cygwin 実装をベースとし、Qt向けのドライバが実装されている。Xlib などのライブラリ、フォント、クライアント類が提供されている。

## 関連プロジェクト
Xqt-debian は X/Qt を利用したザウルス向け Debian ディストリビューションである。